# ハル・デヴィッド
ハロルド・レーン・デヴィッド（Harold Lane David、1921年5月25日 - 2012年9月1日）は、アメリカ人の作詞家。バート・バカラックとの共作で主に知られる。

## 生涯
1921年ニューヨークで惣菜屋の息子として生まれ、ブルックリンで育った。1940年代にバンドリーダーのサミー・ケイやGuy Lombardoとの共作でデビュー。The Three Sunsのモーティー・ネヴィンスと共作し映画『Two Gals and a Guy』(1951)に4曲採用された。
1957年、ブリル・ビルディング内のフェイマス・ミュージック事務所でバカラックと出会う。「The Story of My Life』（歌唱：マーティー・ロビンス）を二人で制作し同年ヒットした。「The Story of My Life」はMichael Hollidayが録音、1958年にイギリスで一位となった。ちなみにその次の一位はペリー・コモの「マジック・モーメンツ（Magic Moments）」だった。
その後2人は1970年代初期までに、ディオンヌ・ワーウィック、カーペンターズ、ダスティ・スプリングフィールド、B.J.トーマス、ジーン・ピットニー、トム・ジョーンズ、ジャッキー・デシャノンらに楽曲を提供した。
2011年、バカラックとデヴィッドのコンビとしてガーシュウィン賞を受賞。2012年5月にワシントンD.C.で授賞式が行われたが、デヴィッドは体調不良から回復したばかりであったため出席できず、授賞式にはバカラックのみが出席した。
2012年9月1日の朝、脳卒中のため死去。91歳没。

## 主な作品
- 「雨にぬれても」
- 「ディス・ガイ」
- 「I'll Never Fall in Love Again」
- 「サンホセへの道（Do You Know the Way to San Jose）」
- 「ウィッシン・アンド・ホーピン」
- 「ウォーク・オン・バイ」 (Dionne Warwick）・・・のちにビーチ・ボーイズやアイザック・ヘイズがカバーした
- 「To Wait for Love (Is to Waste Your Life Away)」・・・後に山下達郎がカバーした
- 「世界は愛を求めている（What the World Needs Now Is Love）」
- 「小さな願い」
- 「恋のウェイトリフティング (There's) Always Something There to Remind Me」
- 「悲しみは鐘の音とともに（One Less Bell to Answer）」
- 「Anyone Who Had a Heart」
- 「何かいいことないか子猫チャン（英語版）」
- 「アルフィー（英語版）」
- 「恋の面影」（映画『007 カジノロワイヤル』主題歌）

その他に、
- Willie NelsonとJulio Iglesiasと"en:To All the Girls I've Loved Before"（かつて愛した女性へ）
- Albert Hammondと"w:Broken Hearted Melody"(歌唱：サラ・ヴォーン),
- シャーマン・エドワーズ（英語版）と1962年のJoanie Sommersのヒット"Johnny Get Angry"

を書いた。
ポール・ハンプトンとの"Sea of Heartbreak"はドン・ギブソンらが歌い、カントリーのスタンダードになった。
このほかにも「愛はすべてを越えて」（"We Have All the Time in the World"）はジョン・バリーとの共作でルイ・アームストロングが1969年の映画『女王陛下の007』の主題歌として歌った。1979年にはバリーと再び組んで「ムーンレイカー」を制作し、シャーリー・バッシーが映画 『007 ムーンレイカー』の主題歌として歌った。

## 名誉と達成
- 1972: ソングライターの殿堂入り
- 1984: elected to the Nashville Songwriters Hall of Fame
- 1991: アメリカ音楽界への長年の功績を評してリンカーン大学が、音楽博士号を授与
- 2000年5月: received an honorary doctorate of humane letters degree from Claremont Graduate University
- ロサンゼルス・ミュージックセンターを創設。
- Member of the board of governors of Cedars-Sinai Medical Center
- Member of the board of directors of ASCAP, having served as its president, and later worked on reform of intellectual property rights
- Served on the advisory board of the Society of Singers
- Member of the board of visitors of Claremont Graduate University in California
- en:National Academy of Popular Musicおよび en:Songwriters Hall of Fameの会長職を務めた
- 2011年: The Songwriters Hall of Fame presented him their newest award, the Visionary Leadership Award, for his decade of service[4]
- 2011: ハリウッド・ウォーク・オブ・フェームに星を刻む
- 2012: ガーシュイン賞受賞

## ブロードウェイ作品
- プロミセス・プロミセス (1968年) – ミュージカル – 作詞 – トニー賞ノミネート
- André DeShield's Haarlem Nocturne (1984年) – レヴュー – デヴィッド作品を総まくり
- The Look of Love (2003年) – レヴュー – 作詞

## 参照
1. ↑  “Hal David Biography (1921-)”.   Filmreference.com. 2012年9月3日閲覧。
2. ↑  Iconic songwriter Hal David dies at 91 in Los Angeles, Fox News, , September 01, 2012
3. ↑  Hoerburger, Rob (2012年9月1日). “Hal David, Songwriter, Is Dead at 91”. The New York Times 2012年9月1日閲覧。
4. ↑   Songwriters Hall of Fame presents first ever Visionary Leadership Award to Chairman Emeritus Hal David,  オリジナルの2011年5月23日時点におけるアーカイブ。